# Gerardo Criado Guizán
Pour les articles homonymes, voir Criado.
Gerardo Criado Guizán, né le 4 décembre 1956, est un homme politique espagnol membre du Parti populaire (PP).

## Biographie

### Vie privée
Il est marié et père de deux enfants.

### Profession
Il est titulaire d'une licence en soins vétérinaires. Il est fonctionnaire.

### Activités politiques
Il est élu maire de Vilalba en 2005.
Le 5 octobre 2016, il devient sénateur pour Lugo au Sénat.